# 哈登鎮區 (印地安納州沙利文縣)
哈登鎮區（英語：Haddon Township）是位於美國印地安納州沙利文縣的一個行政鎮區。

## 地方資料
根據2010年美國人口普查的數據，哈登鎮區的面積為185.100平方千米，當中陸地面積為184.50平方千米，而水域面積為0.60平方千米。當地共有人口3987人，而人口密度為每平方千米21.54人。